# سان پیترو آپوستولو
سن پیترو آپوستولو (به ایتالیایی: San Pietro Apostolo) یک کومونه در ایتالیا است که در استان کاتانزارو واقع شده‌است.

## خصوصیات
سن پیترو آپوستولو ۱۱٫۵۱ کیلومترمربع مساحت و ۱٬۷۲۰ نفر جمعیت دارد و ۷۸۰ متر بالاتر از سطح دریا واقع شده‌است.